# Lijst van rijksmonumenten in Losser (gemeente)
De gemeente Losser telt 76 inschrijvingen in het rijksmonumentenregister, hieronder een overzicht. Zie ook de gemeentelijke monumenten in Losser.

## Beuningen
De plaats Beuningen telt 8 inschrijvingen in het rijksmonumentenregister. Zie Lijst van rijksmonumenten in Beuningen (Overijssel) voor een overzicht.

## De Lutte
De plaats De Lutte telt 9 inschrijvingen in het rijksmonumentenregister. Zie Lijst van rijksmonumenten in De Lutte voor een overzicht.

## Losser
De plaats Losser telt 58 inschrijvingen in het rijksmonumentenregister. Zie Lijst van rijksmonumenten in Losser (plaats) voor een overzicht.

## Overdinkel
De plaats Overdinkel telt 1 inschrijving in het rijksmonumentenregister.
| Object                                        | Oorspronkelijke functie? | Bouwjaar | Architect | Locatie        | Coördinaten?                | Nr.?  | Afbeelding        |
| --------------------------------------------- | ------------------------ | -------- | --------- | -------------- | --------------------------- | ----- | ----------------- |
| Forse boerderij met fraaie vakwerkachtergevel | Boerderij                | 1644     |           | Beerninksweg 1 | 52° 15' 3" NB, 7° 1' 42" OL | 26274 | Meer afbeeldingen |

Almelo ·
Borne ·
Dalfsen ·
Deventer ·
Dinkelland ·
Enschede ·
Haaksbergen ·
Hardenberg ·
Hellendoorn ·
Hengelo ·
Hof van Twente ·
Kampen ·
Losser ·
Oldenzaal ·
Olst-Wijhe ·
Ommen ·
Raalte ·
Rijssen-Holten ·
Staphorst ·
Steenwijkerland ·
Tubbergen ·
Twenterand ·
Wierden ·
Zwartewaterland ·
Zwolle